# Giovanni Prati
Giovanni Prati (Dasindo, 27 gennaio 1814 – Roma, 9 maggio 1884) è stato un poeta e politico italiano.

## Biografia

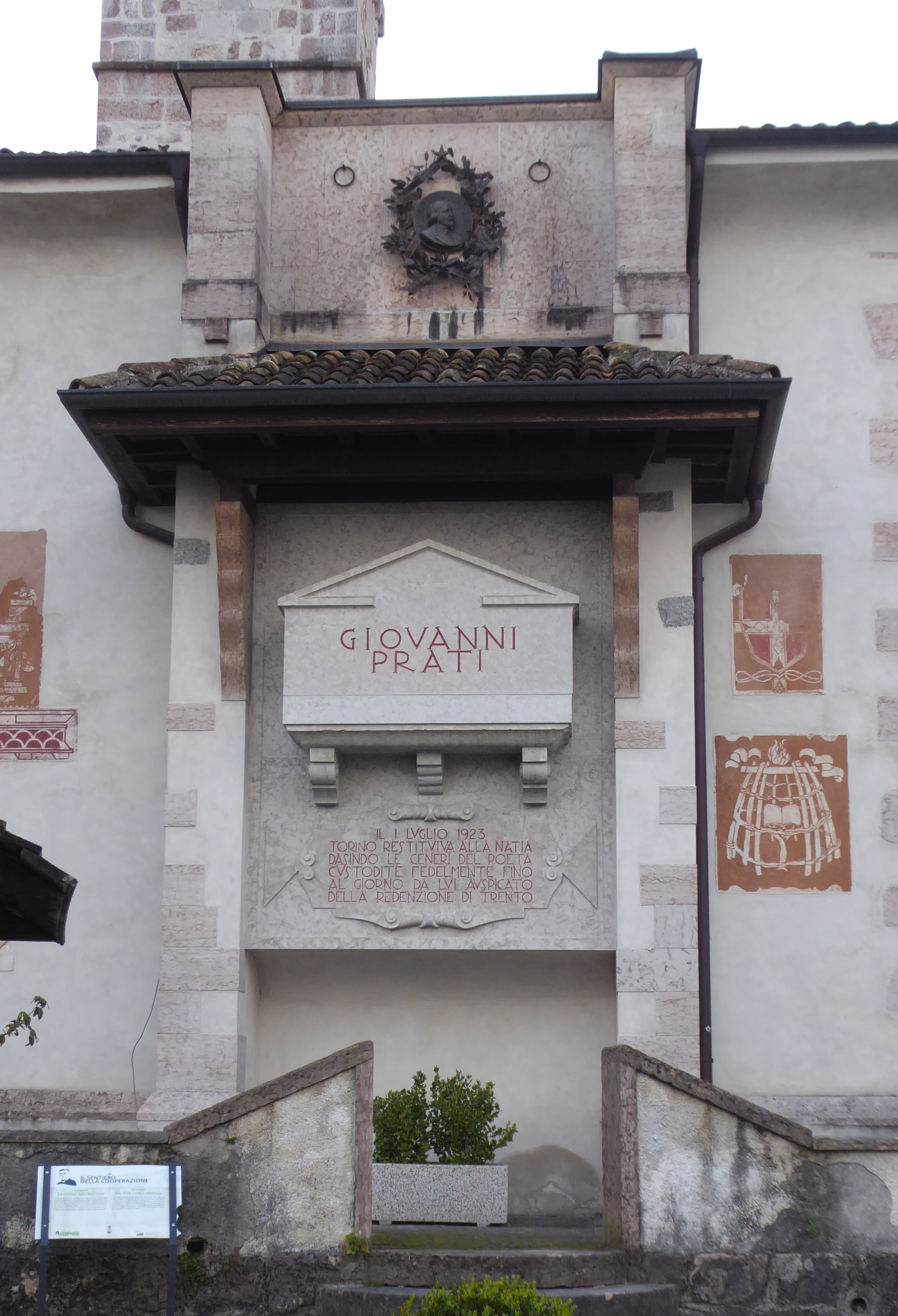
La tomba monumentale di Giovanni Prati sulla fiancata della chiesa dell'Assunta di Dasindo

Nacque il 27 gennaio 1814 a Campo Lomaso nelle Giudicarie da Carlo Prati, di Dasindo, e Francesca Manfroni, originaria di Caldes in Val di Sole.
Frequentò il Liceo Ginnasio di Trento, il quale fu intitolato alla sua persona il 6 marzo 1919. Successivamente intraprese gli studi di legge a Padova che, ben presto, abbandonò per dedicarsi alla poesia. Si sposò nel 1834 con Luigia Bassi (l'Elisa delle sue poesie), dalla quale ebbe tre figli: Riccardo, Rita ed Ersilia (i primi due morirono infanti). La moglie venne a mancare nel 1840. I temi della morte della moglie e dell'affetto per la figlia ritorneranno frequentemente nelle sue liriche. Pubblicò a Padova la prima raccolta, Poesie, nel 1836. Decise di trasferirsi a Milano nel 1841; qui conobbe Alessandro Manzoni e pubblicò l'Edmenegarda, una novella sentimentale in endecasillabi sciolti che ebbe un grande successo di pubblico ma fu stroncata dalla critica.
A Milano pubblicò nel 1843 i Canti lirici, canti per il popolo e ballate; nel 1844 dette alle stampe Memorie e lacrime e Nuovi canti. Dal 1845 al 1848 soggiornò a Padova, a Venezia e a Firenze. Nel 1848, recatosi a Torino, si mostrò sostenitore della monarchia sabauda. Negli anni che precedettero la prima guerra di indipendenza, fu sostenitore di Re Carlo Alberto di Savoia: per questo motivo, gli austriaci lo espulsero dal Regno Lombardo-Veneto mentre il governo di Firenze del Granducato di Toscana (sotto la dinastia Asburgo-Lorena) gli rifiutò l'asilo politico.
Furono questi i tempi più difficili e tormentati della sua vita perché professava i suoi ideali in una terra ostile e tra uomini decisamente avversi. Tornato a Torino, la sua fedeltà fu premiata con la nomina del re Vittorio Emanuele II di Savoia a storiografo della Corona. Nel 1851 sposò in seconde nozze l'attrice drammatica Lucia Arnaudon.
Venne eletto deputato del Parlamento del Regno d'Italia nell'VIII legislatura, la prima del nuovo regno. Fu eletto al collegio di Penne nelle elezioni suppletive dell'ottobre-novembre del 1862 ma l'elezione fu annullata il 20 novembre 1862 perché aveva avuto luogo durante lo stato d'assedio della provincia dove si trovava il collegio
A Torino presso il Caffè Fiorio in via Po, frequentato tra gli altri anche da Camillo Benso conte di Cavour, Massimo D'Azeglio, Urbano Rattazzi, Gabrio Casati, discuteva le sorti della neonata Italia. Nel 1865 seguì il governo unitario a Firenze divenuta capitale, dove conobbe Mario Rapisardi, Niccolò Tommaseo, Atto Vannucci, Pietro Fanfani, Arnaldo Fusinato, Francesco Dall'Ongaro, Terenzio Mamiani e altri.
Nel 1871 si trasferì a Roma divenuta capitale d'Italia; nel 1876 divenne senatore nel governo Depretis I, nel corso della XIII legislatura del Regno d'Italia. Nel 1878 svolse funzioni nel Ministero della Pubblica istruzione, quando il ministro dell'istruzione Francesco De Sanctis, del governo Cairoli I, fondò a Roma l'Istituto Superiore di Magistero del quale Giovanni Prati divenne direttore. Durante questi anni la sua poesia aveva continuato a fluire con la pubblicazione del poema Armando (1868, una parte del quale era apparsa nel '64), degli oltre 500 sonetti di Psiche (1876) e delle liriche raccolte in Iside (1878). 
Morì a Roma nel 1884. Nello stesso anno fu fondata a Bologna la Società Giovanni Prati, nata con l'obiettivo di difendere la lingua e le idee italiane nelle terre irredente di Trento, Trieste, Gorizia, Istria e Dalmazia.
Sepolto a Torino, le sue ceneri furono in seguito trasferite nel paese natio ricongiunto alla patria. Dal 1923 le sue spoglie riposano nella chiesa dell'Assunta di Dasindo.

## Pensiero e poetica
Giovanni Prati è il poeta più fortunato della sua età, è quello che meglio esprime, in una poesia che sviluppa con varietà di forme la tendenza melodica e musicale della lirica romantica, stati d'animo e atteggiamenti ideologici e sentimentali di vasti settori della borghesia e della piccola borghesia moderata; un patriottismo enfatico, ma moderato nei contenuti; un interesse per la storia tradotto in vagheggiamento evasivo del passato.
Giovanni Prati, dedicando una poesia d'occasione alle regali nozze (22 aprile 1868) tra Umberto I di Savoia e Margherita di Savoia, dichiara senza mezzi termini: "Margherita, una grande speranza per l'Italia comincia da te".
Nei suoi versi si celebrano la patria, l'amore e gli umili. La lirica del Prati è pervasa dal desiderio di una vita interiore colma di affetti nobili. In particolare, egli identificò il mondo superiore dello spirito con la poesia. La sua arte è pervasa di un'intensa musicalità. Nella sua ultima produzione, in particolare ‘Nei canti di Iside’, si chiude in un mondo di delicate immagini, di fate, di sogni e di incantesimi.

## Memoria
In un articolo del 1887, il padre fondatore della cooperazione trentina don Lorenzo Guetti, ricordava in questo modo il poeta di Dasindo: «Dasindo è il paese natio di Prati, e come non correre a salutare la sua culla? Ma ahi! Che una lagrima ci cade tosto dal ciglio in segno di mestizia pel cantore della morte del Tasso! Una modesta iscrizione, di recente messa nella facciata a mezzogiorno, porta:
Semplice dettato, ma tutto verità che rende onore alla nobile mano che la scrisse e a tutte sue spese ve la pose. Ma lagrima il ciglio a vedere la modesta casa in via di evidente deperimento, da far temere, che ove non siano cuori generosi che concorrano a ripararla prontamente, non vada in sfacelo. Ma no; ciò non avverrà, perché Dasindo, Trento ed Italia sentono viva gratitudine pel lustro ch'ebbero dal nostro poeta, e la modesta casa sua paterna starà a monumento de' posteri».
La città di Torino ha dedicato al poeta una corta via in centro, tra piazza Solferino e il vecchio Arsenale Militare (oggi Scuola di Applicazione per i giovani Ufficiali dell'Esercito Italiano). Altre vie dedicate alla sua memoria si trovano a Milano, a Brescia, a Solferino e a Giarre nella frazione di San Giovanni Montebello e a Calvagese della Riviera (BS) nella frazione di Carzago.
A lui è dedicato uno dei 229 busti di italiani illustri che ornano la passeggiata del Pincio a Roma.

## Le Opere
- Poesie (1836)
- La Marescialla D'Ancre (1839)
- Edmenegarda (1841)

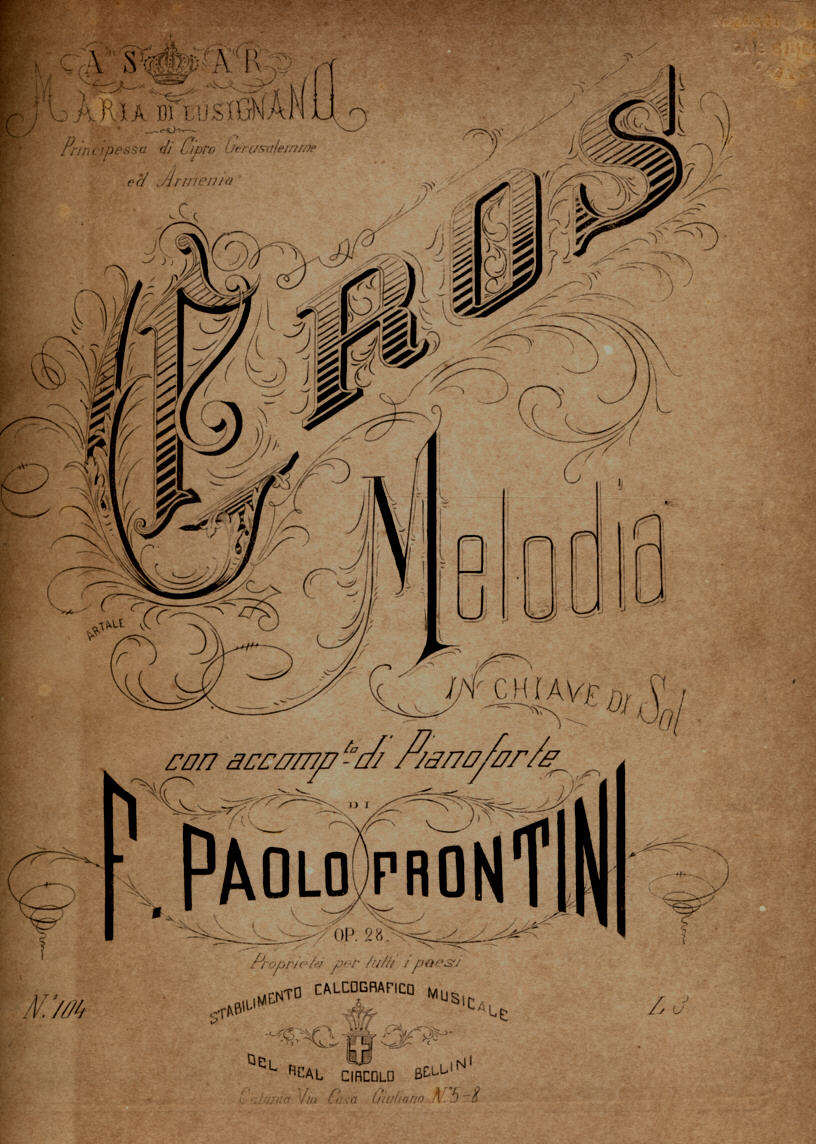
ed. Real Circolo Bellini 1878, versi di Giovanni Prati, Musica di Francesco Paolo Frontini.

- Canti lirici, canti per il popolo e ballate (1843)
- Memoria e lacrime (1844)
- Passeggiate solitarie (1846)
- Storia e fantasia (1847)
- Jelone di siracusa o la battaglia di Imera (1852)
- Rodolfo (1853)
- Satana e le Grazie (1855)
- Ariberto (1860)
- Armando (1868)
- Opere varie, 5 voll. (1875)
- Psiche (1876)
- Iside (1878)

### Opere commentate
- Poesie scelte, a cura di Vittore Vittori, Milano, Vallardi, 1931.
- Poesie di Aulo Rufo, a cura di Antonio Resta, Pisa, ETS, 1983.
- Armando, a cura di Pietro Carra, Lavìs, La Finestra editrice, 2007.
- Edmenegarda, a cura di Emilio Torchio, Roma, Salerno editrice, 2015.
- Canti per il popolo, a cura di Claudio Mariotti, Modena, Mucchi, 2022.